# Leon Przyłuski
Leon Michał Przyłuski (ur. 5 października 1789 w Strzeszynku, zm. 12 marca 1865 w Poznaniu) – polski duchowny rzymskokatolicki, arcybiskup metropolita gnieźnieński i poznański oraz prymas Polski w latach 1845–1865.

## Życiorys
Syn ziemianina Stanisława herbu Lubicz (1747–1843) oraz Agnieszki z domu Wal (1750–1848). W 1806 rozpoczął naukę w seminarium duchownym w Poznaniu. W latach 1811–1813 studiował na Uniwersytecie Wrocławskim, gdzie uzyskał doktorat z teologii. Po powrocie do Poznania, w 1814 przyjął święcenia kapłańskie. W 1817 został proboszczem w Tarnowie Podgórnym, a w 1823 został przeniesiony do Śremu. W tym samym roku obronił w Rzymie doktorat z obojga praw. W latach 1824–1825 oraz w 1831 sprawował urząd wikariusza generalnego i oficjała archidiecezji poznańskiej. W okresie wakatu na obu tronach po śmierci arcybiskupa Dunina sprawował w latach 1843–1844 urząd wikariusza kurii gnieźnieńskiej.
W październiku 1844 obie kurie wybrały go na nowego metropolitę z listy kandydatów zaaprobowanych przez króla Prus. Papież wybór zatwierdził i 27 kwietnia 1845 Przyłuski otrzymał sakrę biskupią. Sprawując najwyższy urząd kościelny na ziemiach polskich, opowiadał się za legalizmem, jednak zastrzegał sobie również prawo do reprezentowania spraw narodu polskiego wobec władz pruskich. Od 21 kwietnia 1845 kapelanem i sekretarzem przybocznym Przyłuskiego był Józef Dydyński.
W styczniu 1846 władze zmusiły go do wydania orędzia potępiającego powstanie wielkopolskie, jednak w marcu 1848 stał on na czele deputacji do króla w sprawie utrzymania autonomii Wielkiego Księstwa Poznańskiego. W swojej korespondencji z władzami w Berlinie konsekwentnie obarczał odpowiedzialnością za wybuch powstania działania władz niemieckich. Jednocześnie wzywał księży i diecezjan do legalnej akcji wyborczej oraz działań mających zapobiec podziałowi Wielkiego Księstwa.
Po ustaniu zawieruchy Wiosny Ludów konflikt z władzami państwowymi stopniowo łagodniał, jednak arcybiskup nadal bronił autonomii Kościoła w zakresie obsadzania stanowisk kościelnych. Wszystko to sprawiło, że począwszy od 1862 władze podjęły starania w Rzymie o usunięcie arcybiskupa z urzędu. W 1865 papież podjął decyzję o mianowaniu Przyłuskiego kardynałem kurialnym do spraw Kościoła na ziemiach polskich, jednak arcybiskup zmarł przed konsystorzem. Pochowano go w poznańskiej katedrze. Serce zgodnie z jego wolą znajduje się w podziemiach katedry gnieźnieńskiej.
W 1857 został honorowym prezesem Poznańskiego Towarzystwa Przyjaciół Nauk.